# Critique du wahhabisme
 (29 mai 2017).
- Si vous ne connaissez pas le sujet, laissez ce bandeau (vous pouvez alors contacter les auteurs).
- Si vous supprimez le contenu mis en cause (vous pouvez préalablement contacter les auteurs),

argumentez précisément cette suppression dans la page de discussion
(un manque de référence n'est pas un argument ; une recherche réelle de référence doit avoir été effectuée, être formellement documentée).
La critique du wahhabisme porte sur ses croyances, ses pratiques, son histoire et sa légitimation de la dynastie saoudienne à régner sur les lieux saints de l'islam. Le wahhabisme saoudien a en effet été l’objet de critiques dès sa création par Mohammed ben Abdelwahhab, en raison de ses croyances en contradiction avec celles de l'islam traditionnel.
Les critiques se divisent en quatre axes principaux :
1. les aspects théologiques :
2. les aspects juridiques :
3. les aspects philosophiques :
4. les aspects politiques :

## Critique théologique

### Contradiction sunnite
Le wahhabisme a été critiqué avec véhémence par de nombreux courants musulmans sunnites dominants et continue d'être condamné par de nombreux docteurs sunnites traditionnels comme une innovation « hérétique et violente » au sein de l'islam sunnite. Parmi les organisations traditionnelles sunnites dans le monde entier s'opposant à l'idéologie wahhabite, on trouve l'université d'Al-Azhar au Caire, dont la faculté dénonce régulièrement le wahhabisme avec des termes tels que « foi satanique ».  En ce qui concerne le wahhabisme, le célèbre universitaire sunnite et intellectuel égyptien Muhammad Abu Zahra a déclaré: « Les wahhabites ont exagéré [et expurgé] les positions d'Ibn Taymiyya [...] Les wahhabites ne se sont pas restreints à seulement du prosélytisme, mais ont eu recours à des méthodes bellicistes contre quiconque était en désaccord avec eux au motif qu'ils combattaient l'innovation religieuse (Bidʻah), et que les innovations religieuses sont un mal qui doit être combattu [...] A chaque fois qu'ils ont eu l'opportunité de conquérir une ville ou un village, ils se rendaient aux cimetières pour y semer ruines et destruction [...] Et ils détruisaient toutes les mosquées comportant des tombes [...] Leur brutalité ne s'est pas arrêtée là, puisqu'ils se sont rendus également sur toutes tombes visibles pour les détruire. Et quand les Cheikhs de la région du Hedjaz leur ont cédé, ils ont détruit toutes les tombes des Sahabas et les ont aplanies [...] En fait, il a été observé que les docteurs wahhabites considèrent leurs propres opinions comme nécessairement correctes et infaillibles, alors qu'ils considèrent celles des autres mauvaises et faillibles. Mieux encore, ils considèrent que ceux qui les imitent dans l'érection de tombes et dans l'accomplissement de circumambulations, comme proches de l'idolâtrie [...] A cet égard, ils sont proches des Kharijites qui ont l'habitude de déclarer apostat tous ceux qui expriment des opinions dissidentes avec les leurs, et de les combattre comme nous l'avons déjà indiqué ».
Fin 2016, lors d'une conférence réunissant plus d'une centaine d'intellectuels sunnites en Tchétchénie, le doyen actuel de l'Azhar, Ahmed el-Tayeb, a dit avoir pris une position intransigeante contre le wahhabisme et le terrorisme islamiste en définissant le sunnisme orthodoxe comme « les Ash'arites et les Maturidites (adeptes des systèmes théologiques de l'Imam Abu Mansur al-Maturidi et l'Imam Abou Hassan al-Achari) [...] adeptes de l'une des quatre écoles juridiques (Hanafite, Shafi'ite, Malikite ou Hanbalite) et [...] aussi les adeptes du Soufisme de l'Imam Junaid al-Baghdadi dans la gnose, les manières et la purification [spirituelle] ».
La plus grande organisation Sunnite dans le monde, la Nahdlatul Ulama d'Indonésie, s'oppose au wahhabisme , se référant à un mouvement fanatique et innovateur dans la tradition du Sunnisme .
Le mouvement Barelvi d'Asie du Sud Barelvi rejette les croyances wahhabites .
Le Conseil Suprême Islamique Soufi d'Amérique fondé par le Cheikh soufi Hisham Kabbani de la Confrérie Naqshbandi classe le wahhabisme comme étant extrémiste et hérétique sur la base de son rôle idéologique dans le terrorisme et de son excommunication des autres musulmans, notamment des Soufis étiquetés de polythéistes, une pratique connue sous le nom Takfir ,,,.
En général, les musulmans sunnites traditionnels condamnent le wahhabisme pour être un facteur majeur derrière la montée des groupes terroristes comme Al-Qaïda, l'EI et Boko Haram, tandis qu'ils inspirent eux-mêmes des mouvements tels que les Talibans ,,.

### Contradiction chiite
La théologie wahhabite fut réfutée (radd en arabe) par toutes les écoles chiites avec plus ou moins de virulence selon la puissance de la dynastie saoudienne protectrice, pratiquement dès sa naissance et jusqu'à la création du troisième Royaume d'Arabie saoudite en 1932.
L'organisation chiite Ahl al-bait considère, pour sa part, que la mouvance wahhabite n'est pas représentative de l'islam .

## Critique juridique

### Contradiction sunnite
Les premières personnes à s'opposer à Mohammed ben Abdelwahhab étaient son propre père, Abdelwahhab, et son frère, Souleyman ben Abdelwahhab, qui était un juriste Hanbalite (comme son père) et un Cadi. Le frère de ben Abdelwahhab a écrit un livre en réfutation des nouveaux enseignements de son frère, intitulé : Le dernier mot du Coran, du Hadith et des dires des théologiens relatifs à l'école de ben Abdelwahhab, aussi connu sous le nom de : Les Foudres divines relatives à l'école wahhabite (Al-Sawaʻiq al-Ilahiyya fi Madhhab al-Wahhabiyya) .
Dès le milieu du XVIIIe siècle à la Mecque, les maîtres et les muftis des quatre Écoles de droit sunnites avalisent une réfutation contre « l'égaré qui égare » intitulée : Le Livre de la prévention de l'égarement et de la répression de l'ignorance.Les premières réfutations apparaissent au Maghreb après la prise des lieux saints par les wahhabites entre 1803 et 1806 .
Au xviiie siècle, l'universitaire Hanafite Ibn Abidin a déclaré la Dawa wahhabite de Mohammed ibn Abdelwahhab comme une résurgence du Kharijisme. Une autre réfutation importante précoce du wahhabisme est venue du juriste Sunnite Ibn Jirjis, qui a argué que l'invocation des saints est autorisée pour « Celui qui déclare qu'il n'y a pas de dieu que Dieu et prie en direction de La Mecque, ». Selon lui, l'invocation des saints n'est pas une forme de culte, mais seulement une intercession, et le culte des tombes n'est pas de l'idolâtrie, à moins que le demandeur ne croie que les saints ensevelis ont le pouvoir d'influer sur le cours des événements. Ces arguments ont été rejetés spécifiquement comme hérétiques par le leader wahhabite de l'époque .
L'influent juriste Sunnite et le fils du célèbre universitaire marocain Abdullah al-Ghumari, Abu'l-Fayd Ahmad, a fermement condamné le wahhabisme et l'a attaqué pour s'écarter de la tradition classique, en déclarant : « Et rien n'a émergé [...] pour provoquer des tremblements de terre et de la discorde dans la religion comme Mohammed ibn Abdelwahhab, qui était égaré et a conduit d'autres égarés. Il a donc été la Corne du Diable prophétisée par le Messager d'Allah (Paix et Prières soient sur lui), et c'est pourquoi il s'est abstenu de donner sa bénédiction à la région du Najd à cause de lui, et à cause des dissensions qui découleraient de sa prédication démoniaque ».
L'éminent juriste Shafi'ite koweïtien Yusuf ibn al-Sayyid Hashim al-Rifaʻi (1932-1999) est resté un critique sévère du wahhabisme tout au long de sa vie universitaire, et a rédigé une fameuse critique en cinquante-sept points de la Dawa, intitulée : Conseils aux Docteurs du Najd. Il a critiqué les partisans de la Dawa d'avoir provoquer la discorde parmi les gens du sunnisme par leur excommunication de tous les autres Sunnites étiquetés comme des « païens », des « innovateurs » et des « déviants ».
Le plus grand corps islamique de Malaisie, le Conseil National de la Fatwa, a décrit le wahhabisme comme étant hostile aux enseignements Sunnites, le Dr Abdul Shukor Husin, président du Conseil National de la Fatwa, a déclaré que les partisans wahhabites goûtaient d'excommunier les musulmans des autres écoles en les étiquetant d'apostats au seul motif qu'ils ne se conforment pas aux enseignements wahhabites .

### Contradiction chiite
Comme leurs homologues sunnites au XVIIIe siècle à la Mecque, les oulémas chiites zaïdites au Yémen et jafarites en Irak ont réfuté la nouvelle doctrine juridique de Mohammed ben Abdelwahhab .

## Critique philosophique
Des personnalités intellectuelles arabes dénoncent de plus en plus ouvertement les dérives du wahhabisme saoudien.
Ainsi l'écrivain égyptien Alaa al-Aswany estime que le véritable islam prône d'abord la justice et la liberté, il émet des critiques envers le wahhabisme saoudien qu'il considère comme un islam de façade. Selon lui « Ce n’est pas seulement une question d’hypocrisie ou d’ignorance. Le fond du problème est que bien des gens se font une conception erronée de la religion, qui valorise les aspects visibles de la religiosité. Cette prétendue religion est confortable parce qu’elle ne demande pas d’effort, ne coûte pas cher, se limite à des slogans et à des apparences, et donne un sentiment de paix intérieure et de satisfaction de soi. Les vrais principes de l’islam en revanche – justice, liberté et égalité – vous font courir le risque de perdre votre salaire, votre situation sociale et votre liberté. » Il estime que la question du voile est secondaire vis-à-vis de la lutte pour la justice, la liberté et l'égalité. Il prend une position ferme envers le régime saoudien qui selon lui cultive un décalage entre d'un côté le discours religieux et le mode de vie saoudien, de l'autre les valeurs islamiques. « Sur les chaînes satellitaires saoudiennes, des dizaines d’hommes de religion parlent vingt-quatre heures sur vingt-quatre de questions religieuses, mais jamais du droit des citoyens à élire leurs gouvernants, ni des lois d’exception, ni de la torture et des arrestations arbitraires. Leur pensée ne s’attarde jamais aux questions de justice et de liberté. » Il estime que les valeurs islamiques sont faussées par l'hypocrisie : « L’islam dans toute sa grandeur avait poussé les musulmans à faire connaître au monde l’humanité, la civilisation, l’art et la science. Mais la tartuferie nous a menés à toute cette ignominie et à cette misère dans laquelle nous vivons  ».
Encore plus virulent à l'égard du wahhabisme saoudien, l'écrivain algérien Kamel Daoud fustige ce qu'il qualifie de « porno-islamisme » (allusion au djihad du sexe, au mariage orfi, etc). Selon lui « Le sexe est la plus grande misère dans le « monde d’Allah ». À tel point qu’il a donné naissance à ce porno-islamisme dont font discours les prêcheurs islamistes pour recruter leurs « fidèles » : descriptions d’un paradis plus proche du bordel que de la récompense pour gens pieux, fantasme des vierges pour les kamikazes, chasse aux corps dans les espaces publics, puritanisme des dictatures, voile et burqa  ».

## Critique politique
En 2012, dans la foulée du Printemps arabe, un docteur de l'université al-Azhar a qualifié le wahhabisme de « foi satanique ».
Revenant sur la révolution tunisienne de 2010-2011, le politologue Riadh Sidaoui évoque, quant à lui, une propagande farouche développée par les Wahhabites à l’encontre du modèle tunisien progressiste des années cinquante et soixante, de l'époque Bourguiba. Et d'assurer que : « En Arabie saoudite, plus de 4 000 savants sont maltraités, exclus ou emprisonnés par le régime. Là-bas plus de 5 millions vivent en dessous du seuil de pauvreté et aspirent à un avenir meilleur ». Ensuite de la saisie par les douanes tunisiennes d'un impressionnant lot de 25 tonnes de livres takfiristes expédié par « un pays arabe », il note une politique offensive délibérée : « Il y a trop d’argent, que des pays du Golfe, déversent sans compter, sur des associations dites religieuses et dont le but réel est l’anéantissement du Madhab Malékite et la nature Soufie de la pratique de l’Islam dans nos sociétés et leur remplacement par le courant wahhabite ». Et de rappeler que ce procédé avait abouti à la création des Talibans en Afghanistan et au Pakistan,.
Dans le même sens, la journaliste Hafawa Rebhi déplore l'émergence du wahhabisme en Tunisie. De son point de vue, ce n'est pas tant le wahhabisme saoudien mais plutôt le wahhabisme qatari qui préjudicierait à la révolution tunisienne.
Pour dire non au wahhabisme, la jeunesse tunisienne, jugée « dépravée », aurait donc imaginé braver l’interdiction wahhabite de la danse et des chants, qui seraient des manifestations sataniques selon cette obédience, en dansant le Harlem Shake .
En 2016, le ministre tunisien des affaires religieuses, Abdeljalil Ben Salem, a été limogé au motif qu'il aurait « porté atteinte aux fondamentaux et aux principes de la diplomatie tunisienne » en interpellant, entre autres, l'ambassadeur d'Arabie saoudite à Tunis sur l'école wahhabite : « Réformez votre école car le terrorisme historiquement vient de là [...] Ce qu’on voit dans le monde islamique comme extrémisme et terrorisme provient de cette école, que ce soit de bonne ou de mauvaise foi [...] Ce genre de pensée, et cette école, ne peuvent qu’engendrer de l’extrémisme »,.
Selon l'homme politique irakien Al Hâjj Jamîl Al Afandî Az Zahâwî (né en 1936), il existe des similitudes entre l'élaboration de la doctrine wahabbite et d'autres mouvements apparus du temps même du prophète de l'Islam, et unanimement déclarés hétérodoxes par l'ensemble de la « matrie » islamique : Musaylimah, Sajah Al Aswad Al 'Anasî, Tulayhah Al Asadî et d'autres encore. En particulier, le fait que Mohammed ben Abdelwahhab nommait « Al Muhâjirûn » ceux qui venaient d'ailleurs et se joignaient à son mouvement et « Ansâr » ceux qui venaient de sa propre région (le Najd) est qualifié par Zahâwî d'« imitation pathétique de ceux qui durent fuir La Mecque en compagnie du Prophète Mahomet et des habitants de Médine lors des débuts de l'Islam. »
Le groupe paramilitaire Ahlu Sunna Waljama'a basé en Somalie combat activement les militants wahhabites pour prévenir l'imposition de l'idéologie wahhabite .
Le mouvement Al-Ahbach basé au Liban utilise le takfir contre les leaders wahhabites et salafistes ,.
Selon Ali Al-Ahmad, directeur du Gulf Institute, basé à Washington, « Les Saoudiens sont extrêmement inquiets. Le point de départ d'une éventuelle révolution sera probablement un club de foot plutôt qu'une mosquée ».